# Wachtlbahn
A Wachtlbahn egy 900 mm-es villamosított keskeny nyomtávolságú iparvasút Németországban és Ausztriában.
A korábban 6,1, jelenleg csupán csak 5 km-es vonalon elsősorban mészkő szállítása zajlott a közelmúltig a Kiefersfeldenben található cementgyárhoz, de bizonyos napokon személyvonat is közlekedett a síneken. A vonal 1200 voltos egyenárammal lett villamosítva.

## Járművek
A vasútvonalnak három mozdonya volt, ebből kettő villamos- egy pedig dízelmozdony.
A Bo'Bo' g4t  tengelyelrendezésű villamos mozdonyokat a Brown, Boveri & Cie. gyártotta 1927 és 1928 között. Legnagyobb sebességük 35 km/h.
A C tengelyelrendezésű dízelmozdony 1947-ből származik a Gmeinder mozdonygyártótól.

## Képgaléria

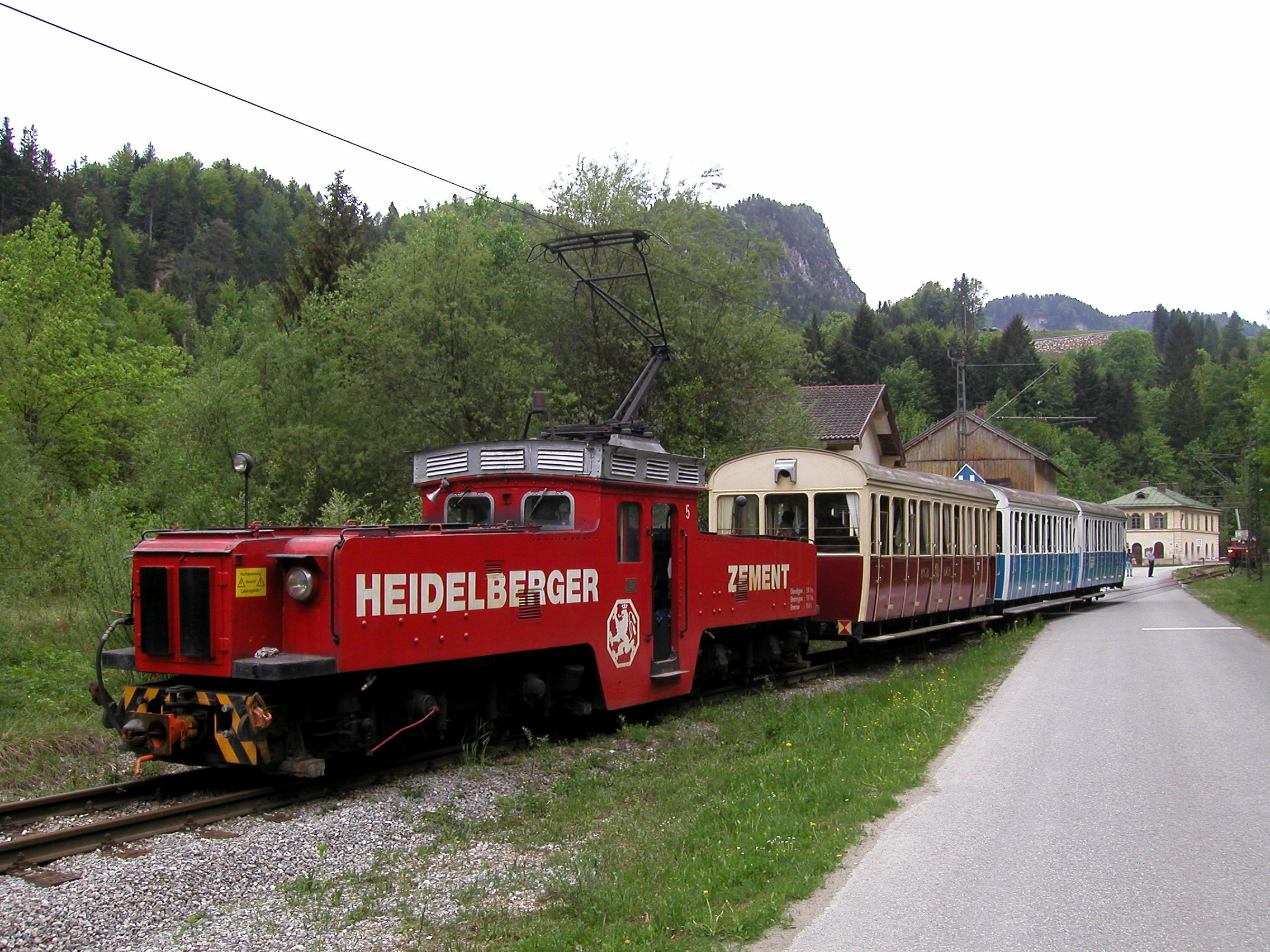
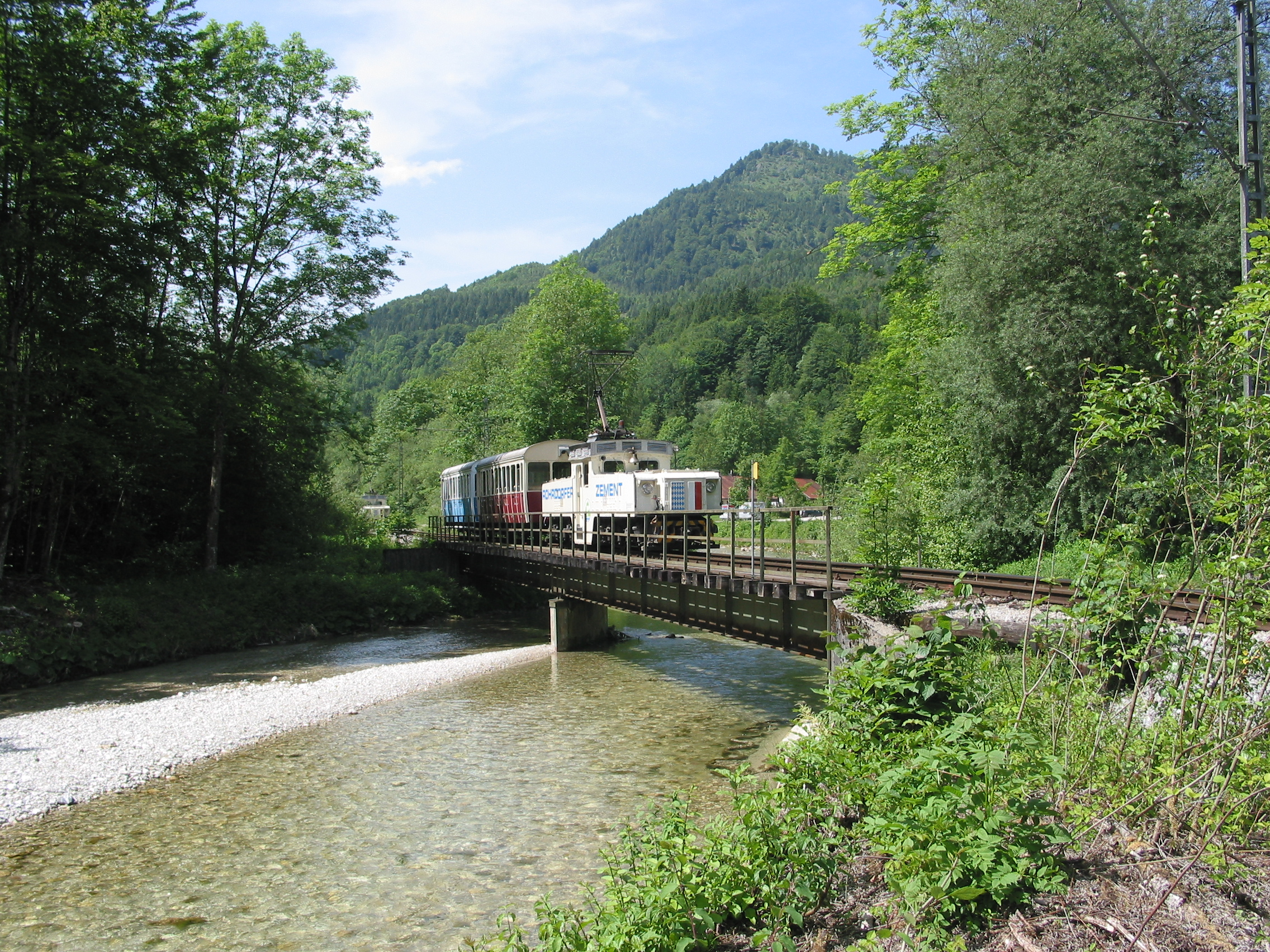
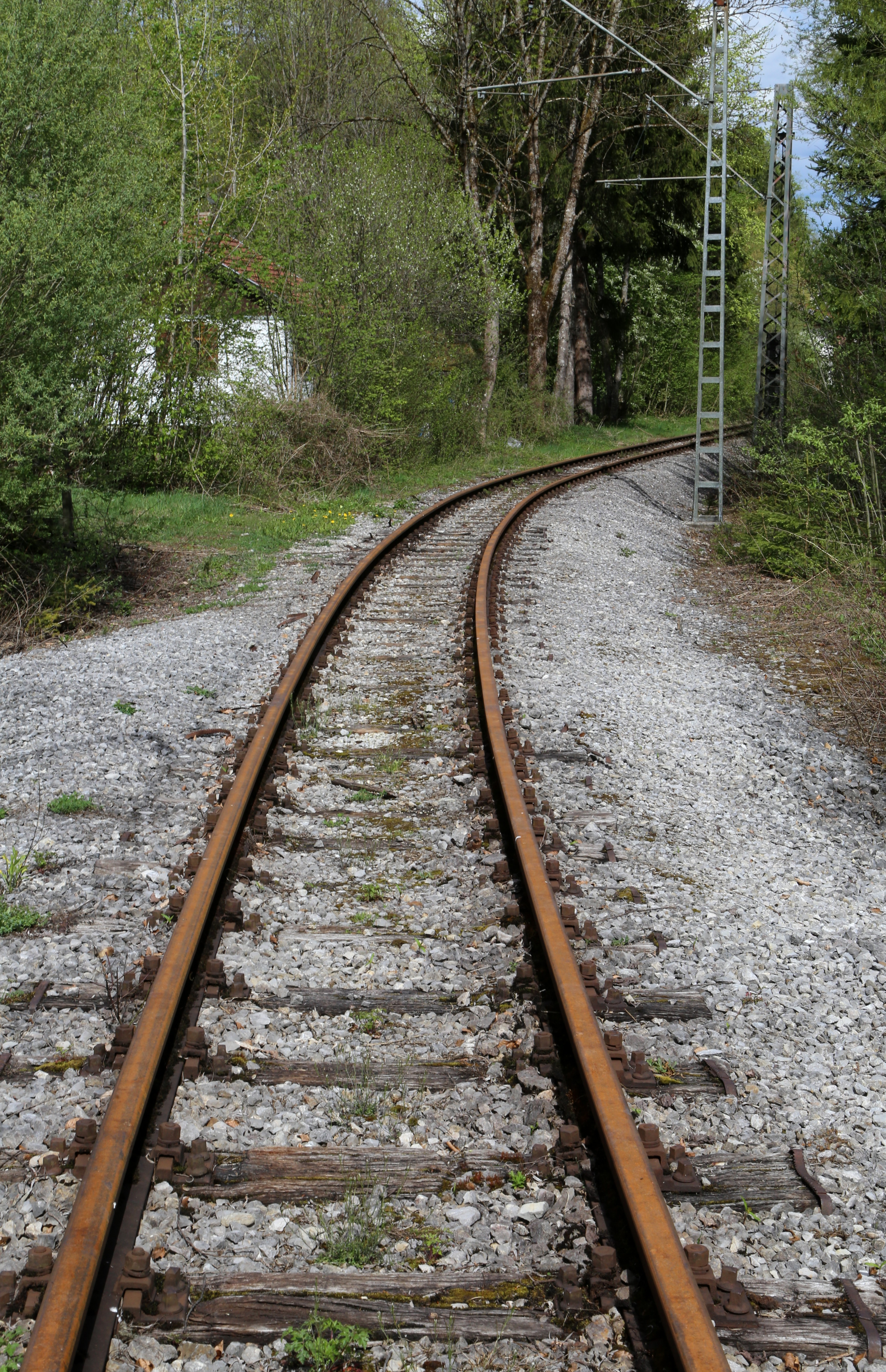
A vasútvonal
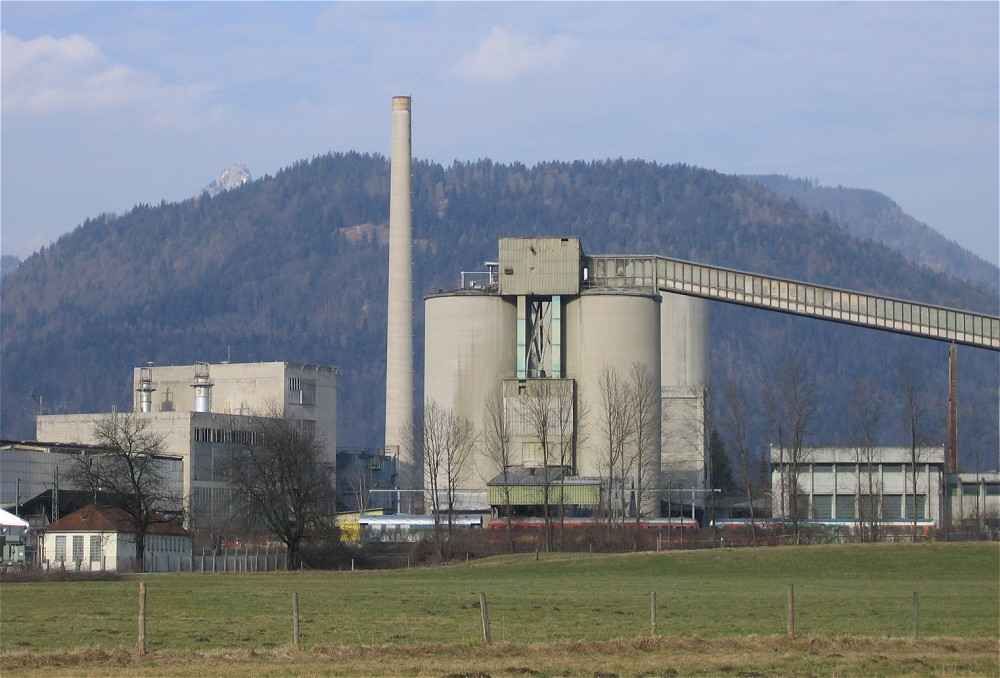
A kiefersfeldeni cementgyár